# Flexomornis
Flexomornis je rod dávno vyhynulého enantiornitinního ptáka. Žil na území dnešního Texasu v období cenomanu nebo kampánu (pozdní křída). Je znám pouze jeden druh, F. howei, formálně popsaný v roce 2010.
V roce 2021 byl jen 100 metrů od místa tohoto praptáka objevena fosilní čelist menšího ornitopodního dinosaura, který dostal v roce 2023 jméno Ampelognathus coheni.